# Guillermo Bañados Honorato
Guillermo Mentor Bañados Honorato (San Felipe, 25 de julio de 1870 - Santiago, 2 de diciembre de 1947) fue un comerciante, militar, reportero, escritor y político chileno, miembro del Partido Demócrata, del que fue presidente entre 1920 y 1921. Se desempeñó como parlamentario durante varios períodos no consecutivos desde 1912 hasta 1924 y, luego, como ministro de Estado durante el primer gobierno del presidente Arturo Alessandri, y en la llamada "República Socialista de Chile", presidida por Carlos Dávila, entre julio y agosto de 1932.

## Familia y estudios
Nació en San Felipe, el 25 de julio de 1870; hijo de Federico Matías Bañados Moreno y Zulema Honorato Biancos. Realizó sus estudios primarios en la Escuela de San Felipe, creada por su padre, y ubicada en la localidad llamada "Las Cadenas"; y sus estudios secundarios, en el Liceo de San Felipe; prosiguiendo con los superiores en el Instituto Pedagógico de Santiago. Paralelo a sus estudios, inició su actividad periodística en el diario El Censor de San Felipe.
Se casó en dos oportunidades, primero con Elena Martínez Martínez, con quien tuvo seis hijos: César, Aníbal, Marta, Alicia, Adriana y Alejandro; y en segundas nupcias, en 1928, con Mercedes Montalva Martínez, con quien tuvo tres hijos: Guillermo, Norma y Patricio.

## Actividad pública
En 1891, siendo alumno del Instituto Pedagógico, dejó sus estudios para ingresar al Ejército de Chile que se mantuvo fiel al presidente de la República José Manuel Balmaceda, combatiendo en la batalla de Placilla con el grado de teniente.
En 1893 ingresó como profesor a la Armada y en 1895 obtuvo el empleo de contador 3.º de la institución, en donde permaneció hasta enero de 1912.
Fundó la Gran Federación de Gente de Mar de Chile y la Sociedad Ciencia, Trabajo y Progreso de la Mujer. Fue socio del Ejército Cívico de Salvación en cuya representación formó parte del Congreso Provincial Obrero de Valparaíso en febrero de 1911. Fue miembro del Congreso Social Obrero, organismo dirigente del mutualismo, y presidente del Comité Internacional Interamericano de las Sociedades Obreras Laicas y Católicas. De la misma manera, perteneció a numerosas organizaciones políticas, sociales y literarias, aparte de las ya nombradas.
Dedicó parte de su vida a interesantes estudios sobre tópicos navales y militares y sobre higiene de la alimentación, entre otras materias. Fue escritor y reportero; escribió numerosas obras, al igual que artículos en diferentes diarios y revistas de la época.

## Actividad política
Inició sus actividades políticas en 1888, ingresando al Partido Demócrata (posteriormente renombrado como Partido Democrático). Siendo estudiante de humanidades, fue miembro fundador del partido en la comuna de San Felipe.
En las elecciones parlamentarias de 1912, fue elegido como diputado por Valparaíso, por el periodo legislativo 1912-1915. Integró la Comisión Permanente de Guerra y Marina. Tiempo después, en las elecciones parlamentarias de 1918, volvió a ser elegido como diputado, pero por Coelemu y Talcahuano, por periodo 1918-1921, Integró la Comisión Permanente de Legislación y Justicia y la de Hacienda. Paralelamente, fue presidente nacional su partido entre 1920 y 1921. Más tarde fue regidor por Valparaíso.
En las elecciones parlamentarias de 1921, fue elegido como senador por Santiago, por el período 1921-1927. Integró la Comisión Permanente de Guerra y Marina, y senador reemplazante en la Comisión Permanente de Legislación y Justicia. Sin embargo, no logró finalizar su período parlamentario, debido a que fue disuelto el Congreso Nacional, el 11 de septiembre de 1924, por decreto de una Junta de Gobierno, establecida tras un golpe de Estado.
A continuación fue miembro de la embajada que fue al Centenario de la independencia de Brasil en 1922, y tres años más tarde, miembro de la Asamblea Constituyente de 1925.
En el gobierno del presidente Arturo Alessandri, fue nombrado como ministro de Industrias, Obras Públicas y Ferrocarriles, entre el 24 de julio y el 5 de septiembre de 1924.
Durante la presidencia provisional del socialista Carlos Dávila, fue nombrado como ministro de Justicia; ejerciendo el cargo entre el 11 de julio de 1932 y el 13 de septiembre del mismo año.
Falleció en Santiago de Chile, el 2 de diciembre de 1947.